# 楚天科技
楚天科技（全称楚天科技股份有限公司；深交所：300358）是中国湖南省长沙市宁乡市一家主要从事制药装备研发、生产与销售的高新技术民营企业，世界医药装备行业的主要企业之一。

## 沿革
楚天科技建立于2000年，在中国湖南省长沙市和德国各有一座总部。

## 分公司
- 德国ROMACO集团
- 楚天华通
- 四川医药设计院
- 楚天飞云
- 楚天源创
- 楚天华兴
- 楚天智能机器人

## 概况
截止2021年，楚天科技的员工总数4500人。

## 下辖机构
楚天科技下辖三个研发机构：
- 长沙中央技术研究院
- 欧洲技术研究院
- 四川医药设计研究院